# Marco Pašalić
Marco Pašalić (chorvatská výslovnost: [mâːrko pǎʃalitɕ]; * 14. září 2000, Karlsruhe, Německo) je chorvatský profesionální fotbalista, který hraje jako pravé křídlo za HNK Rijeka. Narodil se v Německu a hraje za chorvatský národní tým.  

## Klubová kariéra
V roce 2021 se připojil k Borussii Dortmund II, s kterou hrál 3. ligu. Připsal si dva góly ve třech zápasech ligy a byl povolán do A-týmu pro DFB–Supercup 2021. 
O měsíc později utrpěl přetržený vaz syndesmózy a nehrál až do konce ledna 2022. Po návratu utrpěl zranění ramene, což ho vyřadilo na zbytek sezóny. 8. listopadu 2022 debutoval v Bundeslize. 
V červnu 2023 přestoupil do Rijeky.

## Reprezentační kariéra
Chorvatsko reprezentoval v kategoriích U17 a U21.
18. listopadu 2023 poprvé nastoupil za seniorský tým, bylo to proti Lotyšsku v kvalifikaci na Mistrovství Evropy ve fotbale 2024, kterého se poté účastnil. 3. června 2024 vstřelil gól v přátelském utkání proti Severní Makedonii.

### Reprezentační statistiky
| Reprezentace | Rok   | Zápasy | Góly |
| ------------ | ----- | ------ | ---- |
| Chorvatsko   | 2023  | 2      | 0    |
| Chorvatsko   | 2024  | 3      | 1    |
| Total        | Total | 5      | 1    |

Góly za reprezentaci
| # | Datum          | Místo                                | Pořadí utkání | Soupeř            | Skóre na: | Výsledek | Soutěž          |
| - | -------------- | ------------------------------------ | ------------- | ----------------- | --------- | -------- | --------------- |
| 1 | 3. června 2024 | Stadion Rujevica, Rijeka, Chorvatsko | 5             | Severní Makedonie | 3–0       | 3–0      | přátelský zápas |